# Laura Morelli
Laura Morelli (Buenos Aires, 14 de julio de 1960) es licenciada en bioquímica y doctora en inmunoquímica molecular, de Argentina. Se desempeña como investigadora en la categoría Investigador Principal la Carrera del Investigador Científico y Tecnológico (CICT) del Consejo Nacional de Investigaciones Científicas y Técnicas (CONICET) en la Fundación Instituto Leloir. Se especializa en estudios preclínicos y en humanos para definir el impacto de la genética, la dieta, la microbiota y la neuroinflamación en la funcionalidad bioenergética y en la progresión de la enfermedad de Alzheimer. Ha sido premiada por la Asociación Bioquímica Argentina por el mejor trabajo presentado en el 61° Congreso Argentino de Bioquímica en 2007. Ha recibido el Premio Florencio Fiorini por el mejor trabajo científico producido en Argentina acerca del tema “Avances en Geriatría”.

## Trayectoria profesional
Laura Morelli realizó sus estudios de grado en la Universidad de Buenos Aires, donde obtuvo la licenciatura en bioquímica en el año 1986. Luego obtuvo un doctorado en Inmunología Molecular en 1991 en la Universidad de Buenos Aires y realizó su formación posdoctoral en el Departamento de Neuropatología de la Universidad de Nueva York, NY, USA  desde 1993 finalizándolo en 1995. Fue distinguida en 2002 por la Fundación Fulbright con una Beca Senior para realizar en la Universidad de Nueva York estudios bioquímicos en modelos animales transgénicos para enfermedad de Alzheimer. Ingresó a investigar en el Instituto Leloir en 2004.
Uno de los objetivos del proyecto, que lidera Morelli y en el que participa una red de centros científicos y hospitales del país, es identificar el perfil genético de la enfermedad de Alzheimer en población Argentina para mejorar su diagnóstico y tratamiento. En este marco, recientemente la científica argentina encabezó un estudio que logró secuenciar el genoma completo de 1000 sujetos argentinos. Si bien mucha de la información obtenida está aún en proceso de análisis parte de los resultados fueron recientemente publicados en  la revista “Translational Psychiatry”. El estudio se basó en la comparación del genoma de más de mil personas de todo el país: la mitad con Alzheimer y el resto, sanos. Y reveló que hay tres variantes genéticas “raras” (o de baja frecuencia) en los genes TREM2, PLCG2 y ABI3, ampliamente distribuidas en argentinos con antepasados europeos y que se asocian a una mayor susceptibilidad a padecer la enfermedad.
Identificar los marcadores genéticos que mejor representen a la población enferma constituye uno de los principales desafíos en el campo. El objetivo tecnológico de este proyecto es desarrollar un algoritmo predictor que permita evaluar el riesgo global de padecer Alzheimer en población de ancestría “admixture”. Este algoritmo está basado en la identificación de variantes genéticas “comunes” (o de alta frecuencia), factores ambientales y la interacción de la genética con el ambiente.
Otra línea de trabajo que lidera Laura Morelli se encamina a determinar el efecto de la dieta en la enfermedad de Alzheimer. El objetivo es averiguar si en personas con riesgo de padecer la enfermedad de Alzheimer, una dieta rica en grasas y azúcares podría convertirse en un “acelerador” del inicio de la sintomatología clínica. El interés está centrado en definir los mecanismos moleculares implicados en el impacto negativo que la dieta alta en grasas tiene en el curso de la demencia y cómo influyen en este paradigma los probióticos, los antibióticos y el trasplante de materia fecal. Este estudio permitirá profundizar el entendimiento sobre cómo funciona la red de comunicación “intestino-cerebro” (que debido a su extrema complejidad aún resta por descifrarse) y aportará elementos para evaluar el remodelado de la microbiota intestinal como una nueva estrategia para el tratamiento de la enfermedad de Alzheimer.
Teniendo en cuenta que la disminución del metabolismo energético cerebral está asociada al deterioro cognitivo uno de los objetivos de investigación de Morelli es desarrollar una prueba sencilla en sangre que refleje el metabolismo cerebral (determinación que actualmente se realiza con técnicas de medicina nuclear). La prueba de concepto se realizó en un modelo animal transgénico de amiloidosis cerebral tipo Alzheimer (la rata McGill-Thy1-APP) y los resultados fueron recientemente publicados.
Morelli ha recibido subsidios de organismos nacionales (CONICET, FONCyT, FONTAR, Fundación Florencio Fiorini, Academia Nacional de Medicina) e internacionales (TWAS, Fulbright, IBRO, EU-LAC, EADB) que apoyan sus líneas de investigación. Es miembro activo de diversas sociedades científicas nacionales (SAIB, SAN) e internacionales (ISN, ASN).
Integra varios consorcios abocados a encarar en forma multidisciplinaria aspectosvinculados con el deterioro cognitivo tipo Alzheimer (European DNA bank for deciphering the missing heritability of AD (EADB); Genetics Studies in Latino Population; EU-LAC Health Neurodegeneration; Latin America and Caribbean Consortium Group on Dementia (LAC-CGD); Plataforma de Neurociencias Cognitivas y Ciencias de la Conducta (PENCO)-CONICET).

## Premios
- Premio Florencio Fiorini, 1996.[4]
- Premio al mejor trabajo presentado en el 61° Congreso Argentino de Bioquímica, 2007.